# Грос Молцан
Грос Молцан (њем. Groß Molzahn) општина је у њемачкој савезној држави Мекленбург-Западна Померанија. Једно је од 91 општинског средишта округа Нордвестмекленбург. Према процјени из 2010. у општини је живјело 378 становника. Посједује регионалну шифру (AGS) 13058038.

## Географски и демографски подаци
Грос Молцан се налази у савезној држави Мекленбург-Западна Померанија у округу Нордвестмекленбург. Општина се налази на надморској висини од 48 метара. Површина општине износи 6,3 km². У самом мјесту је, према процјени из 2010. године, живјело 378 становника. Просјечна густина становништва износи 60 становника/km².